# Sainte-Hélène-de-Bagot
Sainte-Hélène-de-Bagot è un comune del Canada, situato nella provincia del Québec, nella regione di Montérégie.